# Tilodonti
Tilodonti (Tillodontia) jsou vyhynulý řád placentálních savců, ve fosilním záznamu známý od spodního paleocénu do svrchního eocénu na kontinentech severní polokoule. Vývojově se tilodonti zřejmě odvozují v rámci kladu Laurasiatheria, mohou snad být i blízkými příbuznými pantodontů.

## Popis

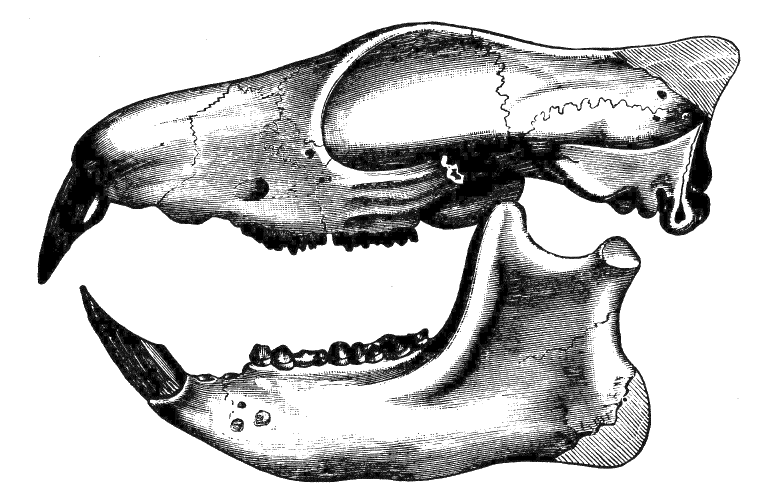
Lebka

Šlo o malou, byť svým vzhledem relativně rozmanitou skupinu, největší zástupci dosahovali rozměrů dnešního medvěda hnědého. Charakteristickým znakem byla přítomnost řezáků připomínající řezáky hlodavčí: jejich druhý pár byl zvětšený a u některých zástupců trvale dorůstající. Celkový zubní vzorec u většiny tilodontů činil 2.1.3.3/3.1.3.3, ovšem mezi jednotlivými druhy se mírně lišil. Tillodon měl například v každém kvadrantu dolní čelisti jen jeden řezák. Lebka tilodontů se v kontrastu s jejich zuby podobala spíše lebce šelem, byla dlouhá, štíhlá a nízká, s dobře vyvinutými spánkovými otvory a středně velkým šípovým hřebenem. Poněkud protažená obličejová část lebky snad byla důsledkem přítomnosti zvětšených řezáků. Postkraniální skelet byl relativně zobecněný, tělo bylo dobře osvalené, snad přizpůsobené k hrabání a možná i lezení. Tilodonti zřejmě zatěžovali zadní končetiny více než přední. Měli pět prstů vybavených drápy.
V literatuře se lze setkat s dělením tilodontů do čeledi Esthonychidae a následně podčeledí Esthonychinae a Trogosinae: v rámci prvních jmenovaných se nicméně asi odvozují druzí jmenovaní, taxon Esthonychinae tak nemusí být monofyletický. Z primitivních zástupců lze jmenovat rody Azygonyx ze Severní Ameriky, Plesiesthonyx (= Franchaius) z Evropy nebo Benaius, Lofochaius, Meiostylodon, Huananius a Yuesthonyx z Číny. Nejodvozenějšími rody jsou naopak severoamerický Tillodon a asijští Higotherium a Chungchienia. Poslední jmenovaný měl řezáky dlouhé přes 20 cm a trvale mu dorůstaly i molariformní zuby. Právě mezi odvozenými rody se objevovaly mohutné formy. Ekologicky snad tilodonti představovali býložravce nebo všežravce; jejich strava mohla obsahovat abrazivní částice, jejichž vliv možná vedl k evoluci atypického chrupu. Samotné odborné jméno Tillodontia vychází z řečtiny ve významu „zuby, které vytrhávají“ (podle některých interpretací například kořeny nebo tvrdou vegetaci).